# Qualificazioni al campionato mondiale maschile di pallavolo 2010 (NORCECA)
Le qualificazioni per il campionato mondiale di pallavolo maschile 2010 dell'America del Nord, hanno messo in palio 5 posti per il campionato mondiale di pallavolo maschile 2010. Delle 35 squadre nordamericane appartenenti alla NORCECA e aventi diritto di partecipare alle qualificazioni, ne parteciparono 33.

## Squadre partecipanti
| - Anguilla - Antigua e Barbuda - Antille Olandesi - Aruba - Bahamas - Barbados - Belize - Bermuda - Canada | - Costa Rica - Cuba - Dominica - El Salvador - Giamaica - Grenada - Guatemala - Haiti | - Honduras - Isole Cayman - Isole Vergini Americane - Isole Vergini Britanniche - Messico - Montserrat - Nicaragua - Panama | - Porto Rico - Rep. Dominicana - Saint Kitts e Nevis - Saint Lucia - Saint Vincent e Grenadine - Stati Uniti - Suriname - Trinidad e Tobago |

## Prima fase

### Squadre partecipanti
| - Anguilla - Antigua e Barbuda - Bermuda - Dominica - Grenada | - Isole Vergini Britanniche - Montserrat - Saint Kitts e Nevis - Saint Lucia - Saint Vincent e Grenadine |

### Gironi
| Girone A                                                       | Girone B                                                                            |
| -------------------------------------------------------------- | ----------------------------------------------------------------------------------- |
| Bermuda Dominica Grenada Saint Lucia Saint Vincent e Grenadine | Anguilla Antigua e Barbuda Isole Vergini Britanniche Montserrat Saint Kitts e Nevis |

### Qualificate alla seconda fase
- Antigua e Barbuda
- Saint Lucia

## Seconda fase

### Squadre partecipanti
| - Antigua e Barbuda - Antille Olandesi - Aruba - Bahamas - Belize - Costa Rica - El Salvador - Giamaica - Guatemala - Haiti | - Honduras - Isole Cayman - Isole Vergini Americane - Messico - Nicaragua - Panama - Saint Lucia - Suriname - Trinidad e Tobago |

### Gironi
| Girone C                                                                                    | Girone D                                                | Girone E                                                          |
| ------------------------------------------------------------------------------------------- | ------------------------------------------------------- | ----------------------------------------------------------------- |
| Aruba Antigua e Barbuda Antille Olandesi Isole Vergini Americane Suriname Trinidad e Tobago | Bahamas Giamaica Haiti Isole Cayman Messico Saint Lucia | Belize Costa Rica El Salvador Guatemala Honduras Nicaragua Panama |

### Girone C -Port of Spain

#### Gruppi
| Gruppo A                                        | Gruppo B                                    |
| ----------------------------------------------- | ------------------------------------------- |
| Aruba Isole Vergini Americane Trinidad e Tobago | Antigua e Barbuda Antille Olandesi Suriname |

#### Turno finale

##### Finali 1º e 3º posto
|  | Semifinali              | Semifinali              | Semifinali |          |                         | Finale                  | Finale            | Finale          |  |
|  |                         |                         |            |          |                         |                         |                   |                 |  |
|  | Isole Vergini Americane | Isole Vergini Americane | 3          |          |                         |                         |                   |                 |  |
|  | Isole Vergini Americane | Isole Vergini Americane | 3          |          |                         |                         |                   |                 |  |
|  | Antille Olandesi        | Antille Olandesi        | 2          |          |                         |                         |                   |                 |  |
|  | Antille Olandesi        | Antille Olandesi        | 2          |          | Isole Vergini Americane | Isole Vergini Americane | 1                 |                 |  |
|  |                         |                         |            |          | Isole Vergini Americane | Isole Vergini Americane | 1                 |                 |  |
|  |                         |                         | Suriname   | Suriname | 3                       |                         |                   |                 |  |
|  | Trinidad e Tobago       | Trinidad e Tobago       | Suriname   | Suriname | 3                       | 1                       |                   |                 |  |
|  | Trinidad e Tobago       | Trinidad e Tobago       |            |          |                         | 1                       |                   |                 |  |
|  | Suriname                | Suriname                | 3          |          |                         | Finale 3º posto         | Finale 3º posto   | Finale 3º posto |  |
|  | Suriname                | Suriname                | 3          |          |                         |                         |                   |                 |  |
|  |                         |                         |            |          |                         |                         |                   |                 |  |
|  |                         |                         |            |          |                         | Trinidad e Tobago       | Trinidad e Tobago | 3               |  |
|  |                         |                         |            |          |                         | Trinidad e Tobago       | Trinidad e Tobago | 3               |  |
|  |                         |                         |            |          |                         | Antille Olandesi        | Antille Olandesi  | 0               |  |

### Girone D -Kingston

#### Gruppi
| Gruppo A                    | Gruppo B                    |
| --------------------------- | --------------------------- |
| Giamaica Haiti Isole Cayman | Bahamas Messico Saint Lucia |

#### Turno finale

##### Finali 1º e 3º posto
|  | Semifinali | Semifinali | Semifinali |         |         | Finale          | Finale          | Finale          |  |
|  |            |            |            |         |         |                 |                 |                 |  |
|  | Giamaica   | Giamaica   | 1          |         |         |                 |                 |                 |  |
|  | Giamaica   | Giamaica   | 1          |         |         |                 |                 |                 |  |
|  | Bahamas    | Bahamas    | 3          |         |         |                 |                 |                 |  |
|  | Bahamas    | Bahamas    | 3          |         | Messico | Messico         | 3               |                 |  |
|  |            |            |            |         | Messico | Messico         | 3               |                 |  |
|  |            |            | Bahamas    | Bahamas | 0       |                 |                 |                 |  |
|  | Messico    | Messico    | Bahamas    | Bahamas | 0       | 3               |                 |                 |  |
|  | Messico    | Messico    |            |         |         | 3               |                 |                 |  |
|  | Haiti      | Haiti      | 0          |         |         | Finale 3º posto | Finale 3º posto | Finale 3º posto |  |
|  | Haiti      | Haiti      | 0          |         |         |                 |                 |                 |  |
|  |            |            |            |         |         |                 |                 |                 |  |
|  |            |            |            |         |         | Giamaica        | Giamaica        | 3               |  |
|  |            |            |            |         |         | Giamaica        | Giamaica        | 3               |  |
|  |            |            |            |         |         | Haiti           | Haiti           | 1               |  |

### Qualificate alla terza fase
- Bahamas
- Guatemala
- Isole Vergini Americane
- Messico
- Panama
- Suriname

## Terza fase

### Squadre partecipanti
| - Bahamas - Barbados - Canada - Cuba - Guatemala - Isole Vergini Americane | - Messico - Panama - Porto Rico - Rep. Dominicana - Stati Uniti - Suriname |

### Gironi
| Girone F                                     | Girone G                                            | Girone H                     |
| -------------------------------------------- | --------------------------------------------------- | ---------------------------- |
| Guatemala Panama Rep. Dominicana Stati Uniti | Barbados Isole Vergini Americane Messico Porto Rico | Bahamas Canada Cuba Suriname |

### Qualificate ai mondiali
- Cuba
- Porto Rico
- Stati Uniti

### Qualificate ai play-off
- Canada
- Messico
- Panama
- Rep. Dominicana

## Play-off

### Qualificate ai mondiali
- Canada
- Cuba
- Messico
- Porto Rico
- Stati Uniti